# Giovanni Battista Guadagnini
Giovanni Battista Guadagnini (Bilegno in Val Tidone, 23 juni 1711 - Turijn, 18 september 1786) was een Italiaans vioolbouwer en na Antonio Stradivari en Giuseppe Guarneri del Gesù de bekendste onder hen.
Guadagnini nam het ambacht op in 1729 en was actief tot zijn overlijden in 1786. Zijn instrumenten worden aangeduid met de steden waarin hij actief was en die staan voor vier belangrijke periodes in zijn carrière, Piacenza, Milaan, Parma en Turijn. De instrumenten uit zijn Milanese en Turijnse periode worden beschouwd als zijn beste kwaliteit en instrumenten uit die periodes haalden bij veilingen de hoogste prijzen. De hoogste prijs voor een viool van G.B. Guadagnini bij een veiling bedroeg 1,39 miljoen dollar, en dit voor de Dorothy DeLay uit 1778 verkocht in 2013. Bij private verkoop zijn bedragen gekend van 2 miljoen dollar.
Zijn instrumenten werden bespeeld door onder meer Zakhar Bron (een exemplaar uit Milaan uit 1751), Julia Fischer (1750), David Garrett (1772 - deze viool werd door Garrett bij een val zwaar beschadigd en werd door hem nadien na restauratie enkel nog gebruikt voor crossover optredens in buitenlucht), Arthur Grumiaux, Willy Hess (jaren 1740), Marlene Hemmer (1784), Joseph Joachim (een Parma uit 1767), Jan Kubelík (1750), Viktoria Mullova (1750), Pieter  Wispelwey (1760), Vanessa-Mae (1761), Henri Vieuxtemps, Henryk Wieniawski (1750) en Eugène Ysaÿe (1774).
Sol Gabetta bespeelt een cello van Giovanni Battista Guadagnini uit 1759.